# Weak (Skunk Anansie)
"Weak" is een nummer van de Britse band Skunk Anansie. Het nummer werd uitgebracht op hun album Paranoid & Sunburnt uit 1995. Op 27 januari 1996 werd het nummer uitgebracht als de vierde en laatste single van het album.

## Achtergrond
"Weak" is een van de bekendste nummers van Skunk Anansie. Zij spelen het nummer vaak tijdens festivals. Tijdens haar solo-optredens speelt zangeres Skin vaak een balladversie. Het nummer is gecoverd door Rod Stewart op zijn album When We Were the New Boys.
De videoclip van "Weak" is geregisseerd door het duo Hammer & Tongs. Aan het begin van de video valt de cameraman flauw achter een auto, maar de camera blijft doorfilmen waarbij het beeld ietwat gekanteld is. Wanneer de auto wegrijdt, verschijnt Skin in beeld die het eerste couplet zingt en voor het refrein verschijnt ook de rest van de band. De opname wordt verstoord door een jonge jongen die, nadat hij door Skin voor het beeld is weggesleept, met de camera ervandoor gaat terwijl de band hem achterna rent. Tijdens de videoclip zijn ook enkele beelden uit een tweede camera te zien.
"Weak" behaalde de twintigste positie in het Verenigd Koninkrijk en werd de eerste internationale hit van Skunk Anansie. Zo behaalde het de twaalfde plaats in Zweden, terwijl het in Nederland respectievelijk tot plaats 31 en 35 kwam in de Mega Top 50 en de Top 40.

## Hitnoteringen

### Nederlandse Top 40
| Hitnotering: 27-04-1996 t/m 11-05-1996 | Hitnotering: 27-04-1996 t/m 11-05-1996 | Hitnotering: 27-04-1996 t/m 11-05-1996 | Hitnotering: 27-04-1996 t/m 11-05-1996 | Hitnotering: 27-04-1996 t/m 11-05-1996 |
| Week                                   | 1                                      | 2                                      | 3                                      |                                        |
| -------------------------------------- | -------------------------------------- | -------------------------------------- | -------------------------------------- | -------------------------------------- |
| Positie                                | 35                                     | 35                                     | 35                                     | uit                                    |

### Mega Top 50
| Hitnotering: 13-04-1996 t/m 01-06-1996 | Hitnotering: 13-04-1996 t/m 01-06-1996 | Hitnotering: 13-04-1996 t/m 01-06-1996 | Hitnotering: 13-04-1996 t/m 01-06-1996 | Hitnotering: 13-04-1996 t/m 01-06-1996 | Hitnotering: 13-04-1996 t/m 01-06-1996 | Hitnotering: 13-04-1996 t/m 01-06-1996 | Hitnotering: 13-04-1996 t/m 01-06-1996 | Hitnotering: 13-04-1996 t/m 01-06-1996 | Hitnotering: 13-04-1996 t/m 01-06-1996 |
| Week                                   | 1                                      | 2                                      | 3                                      | 4                                      | 5                                      | 6                                      | 7                                      | 8                                      |                                        |
| -------------------------------------- | -------------------------------------- | -------------------------------------- | -------------------------------------- | -------------------------------------- | -------------------------------------- | -------------------------------------- | -------------------------------------- | -------------------------------------- | -------------------------------------- |
| Positie                                | 48                                     | 46                                     | 38                                     | 33                                     | 31                                     | 31                                     | 37                                     | 46                                     | uit                                    |

### NPO Radio 2 Top 2000
| Nummer met noteringen in de NPO Radio 2 Top 2000 | '11 | '12 | '13 | '14  | '15  | '16 | '17 | '18 | '19 | '20 | '21 | '22 | '23 | '24  |
| ------------------------------------------------ | --- | --- | --- | ---- | ---- | --- | --- | --- | --- | --- | --- | --- | --- | ---- |
| Weak                                             | 788 | 807 | 717 | 1024 | 1023 | 796 | 837 | 808 | 879 | 810 | 766 | 766 | 762 | 1009 |

1. ↑  Een vetgedrukt getal geeft de hoogste notering aan.
2. ↑  2011 was het eerste jaar met een notering voor dit nummer.